# Huiswerk

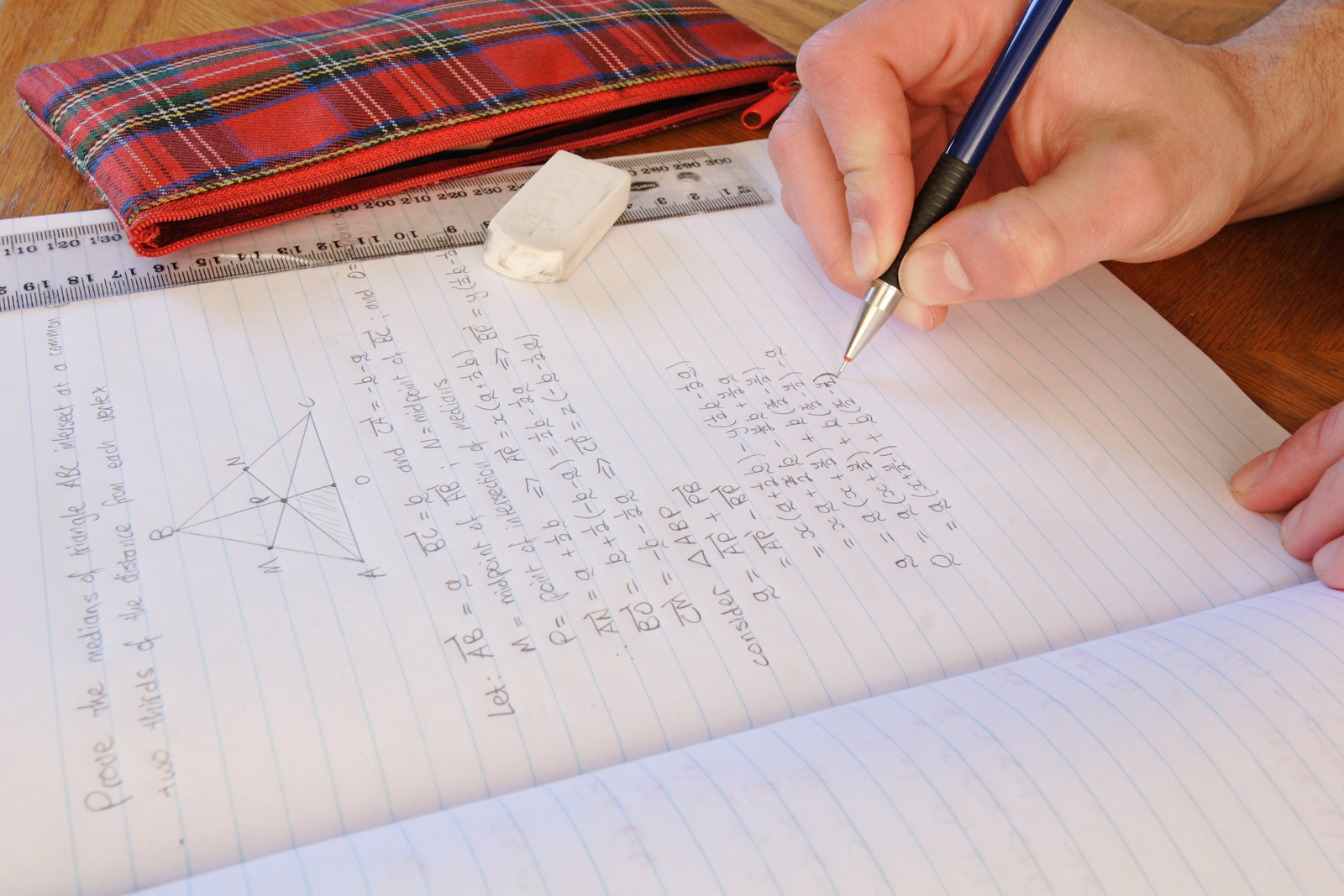
Wiskundehuiswerk

Huiswerk is het gedeelte van de studie dat scholieren en studenten thuis moeten uitvoeren of op school, buiten de contacturen met de docent. Het kan hierbij gaan om leerwerk of maakwerk.
Het leerwerk kan variëren van het leren van een rijtje anderstalige woordjes tot het bestuderen van een compleet boek of een bezoek aan de bibliotheek. Maakwerk kan variëren van eenvoudige invuloefeningen en vraagstukken tot het maken van boekbesprekingen of het uitvoeren van practica. Het huiswerk zorgt voor de nodige herhaling van wat in de klas gezien en gehoord werd en geeft voor wat betreft het maakwerk een indicatie aan de docent van hoe goed de stof verwerkt werd door de leerlingen. Maakwerk is bovendien een manier om de leerling te leren de stof direct toe te passen. Een andere functie van huiswerk is het bijbrengen van verantwoordelijkheid en tijdmanagement, omdat de leerling gedwongen wordt zijn tijd in te delen en hier ook op wordt aangesproken. Ook het voorbereiden van een proefwerk valt onder huiswerk.
Het komt vrij vaak voor dat leerlingen het huiswerk niet of onvoldoende doen. De redenen hiervoor variëren. De leerling kan menen dat hij of zij de stof al voldoende begrijpt door de klassikale behandeling. Anderzijds kan een leerling ook grote moeite hebben met de stof of een grote hekel hebben aan het vak, en er verschrikkelijk tegenop zien om er thuis ('nota bene in mijn eigen/vrije tijd') opnieuw mee bezig te zijn. Het kan zijn dat er thuis geen rustige ruimte is om huiswerk te maken, of dat huiselijke plichten of ander werk geen tijd overlaten voor huiswerk. Vaak meent men in de vrije tijd leukere dingen te doen te hebben, zoals gamen, sporten, vrienden opzoeken, televisie kijken of een boek lezen. Ook is men vaak sneller afgeleid thuis, vaak omdat er in de kamer spullen liggen waar men liever mee bezig is dan met het maken van huiswerk, zoals bv. puzzels, boeken of spelletjes. In het niet maken van huiswerk schuilen echter gevaren, ook voor de leerlingen die (menen) de stof al (te) begrijpen. De leerling mist een deel van het leerproces en loopt hierdoor het risico bepaalde stof onvoldoende of zelfs helemaal niet meester te worden. Ook leert hij niet zijn tijd in te delen of rekening te houden met deadlines. Bovendien beslaat huiswerk ook zaken die in de klassikale les geheel niet aan bod komen en die dus door het niet maken van huiswerk worden overgeslagen, zoals vocabulaire ('woordjes leren') bij talen. Uiteindelijk vertaalt dit zich in slechtere cijfers en wellicht zittenblijven.
Controle op het maken van huiswerk vindt plaats door onverwachte schriftelijke of mondelinge overhoringen of het door de docent nakijken van het schrift. Sancties op het niet of onvoldoende voorbereiden van huiswerk kan bestaan uit strafwerk, nablijven, voor in de klas moeten zitten, 'inhaalwerk' of simpelweg een onvoldoende. Wanneer het niet leren of maken van het huiswerk structureel is, kan de leraar een gesprek met de ouders aangaan om hen ook gewicht in de schaal te laten leggen bij de leerling of om te achterhalen of er wellicht een diepere oorzaak is (mee moeten helpen in de vrije tijd, mishandeling, pesten buiten de school, verslavingen(bijvoorbeeld aan gamen) etc.). Sommige scholen kennen een eigen huiswerkbegeleiding of bijles waarin leerlingen hun huiswerk op school kunnen (of moeten) maken.
Leerlingen die langdurig moeite hebben met het verwerken van de lesstof, kunnen bovendien (tegen betaling) terecht op een huiswerkinstituut. Hier krijgen ze begeleiding op maat in de vorm van bijles. Ook leren ze hier hoe ze een goede studieplanning kunnen maken.